# Vasas Mihály (labdarúgó)
Vasas Mihály (Békéscsaba, 1933. szeptember 14. –) magyar válogatott labdarúgó, fedezet, jobbösszekötő, edző. Az 1963-64-es kupagyőztesek Európa-kupája döntőjéig jutott MTK csapatának játékosa.

## Pályafutása

### Klubcsapatban
1953 előtt a Békéscsabai Építők labdarúgója volt. 1953 és 1961 között a Salgótarjáni Bányász csapatában lett élvonalbeli labdarúgó. 1958-ban innen lett válogatott játékos is. Összesen 197 bajnoki mérkőzésen 64 gólt szerzett az SBTC színeiben. 1961-ben az MTK-hoz igazolt. Itt VVK elődöntős 1962-ben, KEK döntős 1964-ben. Az 1962–63-as idényben bajnoki második a csapattal. Összesen 64 bajnoki mérkőzésen 10 gólt szerzett. 1966 és 1969 között az Egyetértés játékosa volt. Itt már csak 12 bajnoki mérkőzésen szerepelt és 2 gólt szerzett, mielőtt felhagyott az aktív labdarúgással.

### A válogatottban
1958-ban 2 alkalommal szerepelt a válogatottban és 2 gólt szerzett. Tagja volt a svédországi világbajnokságon részt vevő csapatnak, de nem lépett pályára. Ötszörös utánpótlás (1956–57, 3 gól), kilencszeres B válogatott (1957–61: 6 gól).

### Edzőként
1970-től edzőként is dolgozott. Első csapata a GAFU Volán volt. 1972-ben Lengyelországba szerződött a Szombierki Bytomhoz, ahol három idényen át tevékenykedett. Az első szezonban bajnok lett a csapattal a másodosztályban, a következő két szezonban sikerült bent maradnia a legjobbak közt. 1975-ben hazatért és 1977-ig a Balatonfűzfő vezetőedzője volt. 1977-ben egy rövid ideig a BVSC vezetőedzője is volt.

## Sikerei, díjai
- Magyar bajnokság
  - 2.: 1962–63
- Magyar labdarúgókupa
  - döntős 1958
- Kupagyőztesek Európa-kupája (KEK)
  - döntős: 1963–64
- Vásárvárosok kupája (VVK)
  - elődöntős: 1961–62

## Statisztika

### Mérkőzései a válogatottban
| Magyarország | Magyarország      | Magyarország                    | Magyarország | Magyarország | Magyarország | Magyarország | Magyarország | Magyarország |
| #            | Dátum             | Helyszín                        | Hazai        | Eredmény     | Vendég       | Kiírás       | Gólok        | Esemény      |
| ------------ | ----------------- | ------------------------------- | ------------ | ------------ | ------------ | ------------ | ------------ | ------------ |
| 1.           | 1958. április 20. | Budapest, Népstadion            | Magyarország | 2 – 0        | Jugoszlávia  | barátságos   | 1            | 57'          |
| 2.           | 1958. október 26. | Bukarest, Augusztus 23. Stadion | Románia      | 1 – 2        | Magyarország | barátságos   | 1            | 70' 72'      |
|              | Összesen          |                                 |              | 2            | mérkőzés     |              | 2            | gól          |